# Horst Schroten
Horst Schroten (* 12. Juni 1957 in Langenfeld) ist ein deutscher Arzt für Kinderheilkunde, Infektiologe und Hochschullehrer.

## Leben
Horst Schroten schloss sein Studium der Humanmedizin 1982 an der Heinrich-Heine-Universität Düsseldorf ab, im gleichen Jahr erlangte er seine Approbation als Arzt. Nachdem er als Truppenarzt seinen Wehrdienst absolviert hatte, begann er 1984 als Assistenzarzt in der Anästhesie und Intensivmedizin an der St. Lukas-Klinik in Solingen. Im Januar 1985 promovierte er an der Universität Düsseldorf zum Dr. med. (magna cum laude). Nach einem einjährigen Ausbildungsstipendium der Deutschen Forschungsgemeinschaft im Institut für Immunbiologie der Universität zu Köln, setzte er 1986 bis 1992 seine Laufbahn als Wissenschaftlicher Assistent an der Kinderklinik des Universitätsklinikums Düsseldorf fort.
Nach Abschluss seiner Habilitation 1992 wurde er zum Oberarzt und 1997 zum leitenden Oberarzt ernannt. Während dieser Zeit erfolgten Forschungsaufenthalte am University Children’s Hospital Oxford (GB) und am Children’s Hospital Los Angeles (USA). 1998 erlangte er das Diplom für Pädiatrische Infektiologie der Deutschen Gesellschaft für Pädiatrische Infektiologie. 2000 wurde er Stellvertretender Klinikdirektor der Klinik für Allgemeine Pädiatrie des Universitätsklinikums Düsseldorf. Die kommissarische Leitung der Neonatologie und Pädiatrischen Intensivmedizin übernahm er 2001. 2004 wurde er auf eine C3-Professur für Pädiatrische Infektiologie an der Heinrich-Heine-Universität Düsseldorf berufen.
2008 wechselte Schroten als Direktor an die Klinik für Kinder- und Jugendmedizin des Universitätsklinikums Mannheim. Gleichzeitig wurde er auf den Lehrstuhl für Allgemeine Pädiatrie der Medizinischen Fakultät Mannheim der Universität Heidelberg berufen. 2012 erhielt er einen Ruf auf eine W3-Professur für Allgemeine Pädiatrie der Universität Bonn verbunden mit der Leitung der dortigen Klinik für Allgemeine Pädiatrie, entschied sich aber, in Mannheim zu bleiben.

## Arbeitsschwerpunkte
Horst Schroten ist Facharzt für Kinderheilkunde und besitzt die Zusatzbezeichnungen „Allergologie“ und „Infektiologie“. Zudem trägt er die Schwerpunktbezeichnung „Neonatologie“. Sein Arbeitsschwerpunkt liegt in der Pädiatrischen Infektiologie.

## Forschungsschwerpunkte
Wissenschaftlich beschäftigt sich Horst Schroten vor allem mit der Pathogenese von viralen und bakteriellen Infektionen.

## Mitgliedschaften
Horst Schroten ist Mitglied in folgenden Fachgesellschaften und Gremien:
- Deutsche Gesellschaft für Kinderheilkunde und Jugendmedizin
- Deutsche Gesellschaft für Pädiatrische Infektiologie (Vorsitzender 2001–2005, kooptiertes Vorstandsmitglied)[4]
- Gründer und Vorsitzender des Ausschusses „Infektionspathogenese“ der Deutschen Gesellschaft für Pädiatrische Infektiologie[5]
- European Society for Paediatric Infectious Diseases
- Deutsche Gesellschaft für Hygiene und Mikrobiologie
- Deutsche Gesellschaft für Pädiatrische Pneumologie
- Kommission für Antiinfektiva, Resistenz und Therapie (ART) beim Robert-Koch Institut (RKI)[6]
- Expertenbeirat pandemische Atemwegsinfektionen beim Robert-Koch Institut (RKI)